# Ленневальд, Дани
Джон Дани Ленневальд (англ. John Dhani Lennevald; 24 июля 1984, Стокгольм) — шведский певец, музыкант, фотомодель.

## Карьера
Дани Ленневальд (он никогда не использует своё личное имя) родился в Стокгольме. Младший ребёнок в семье (сестра — Дина). В 1998 году, когда он посещал хореографическую школу, его заметили продюсеры звукозаписывающей компании Stockholm Records, набиравшие подростков в новую поп-группу. В 1999 году группа, получившая название A*Teens, добилась большого успеха в Швеции и ряде других стран Европы благодаря альбому The ABBA Generation, состоявшему из кавер-версий песен ABBA. В последующие годы группа перешла на исполнение своих собственных песен и выступала во многих странах мира. На раннем этапе существования коллектива среди фанатов ходили постоянно опровергавшиеся слухи о романе между Ленневальдом и ведущей (на тот момент) солисткой группы Мари Сернехольт. Кроме того, с Ленневальдом произошли несколько известных казусов: на съёмках видеоклипа на песню Mamma Mia другая солистка группы Сара Лумхольдт случайно попала ему в глаз йо-йо; на съёмках клипа Can’t Help Falling In Love уже Мари Сернехольт попала ему локтем опять-таки в глаз; в 2000 году во время выступления в Диснейленде он подвернул ногу на сцене, из-за чего A*Teens пришлось отменить свои гастроли в США.
Ленневальд первым из участников группы начал сольную карьеру после того, как A*Teens фактически прекратили существование. Последний концерт группы состоялся в июле 2004 года, а уже в августе в эфире радиостанций появилась сольная композиция Дани Girl Talk. Сингл был выпущен 15 сентября, достиг 20-й строчки в национальном шведском хит-параде и получил золотой статус.
После выхода сингла Ленневальд ушёл в модельный бизнес. Его рост — 185 см. В 2005 году он прекратил сотрудничество со своим лейблом Universal Music и с тех пор (по состоянию на 2008 год) не выпустил ни одного сингла, хотя появлялись сообщения о том, что он записывает альбом в Нью-Йорке.